# Lepicoleaceae

## Introdução
Lepicoleaceae é uma família de plantas briófitas, constituída de por um gênero: Lepicolea Dumort, pertencentes a ordem Junermanniopsida. No Brasil, sua distribuição se restringe à área de mata atlântica de Santa Catarina, mas também pode ser encontrada em outros países da América Latina, como Peru e Chile, e em outros continentes, como no Africano No geral, estão presentes em regiões de mata atlântica e em vegetação do tipo floresta ombrófila mista, onde há substrato corticícola. São hepáticas de médio porte, podendo apresentar a cor verde, marrom ou avermelhada e possuem forma de vida folhosa. É considerada uma família primitiva na Hepaticae, a que a associa com diferentes famílias vegetais.

## Morfologia
São  hepáticas medianas, ascendentes, eretas ou pendentes que podem apresentar coloração verde, marrom ou avermelhada. Em alguns casos, podem possuir uma base prostrada como um rizoma, ramificado irregularmente, suas hastes se caracterizam por uma secção transversal sem diferenciação explícita entre as células corticais e interiores. Os rizoides quando presentes estão dispersos em tufos na base dos anfigastros ou no filídio. São dioicas, com gametócitos em brotos alongados e anterídios no eixo das brácteas. O esporófito é  envolto por um perianto e sua reprodução vegetativa é desconhecida. Além disso, possuem ramos ventrais intercalar, frequentemente flageliformes e filídios transversos ou íncubos.. 

## Componentes químicos
Lepicoleaceae tem sido considerada uma família primitiva nas Hepaticae podendo estar associada às famílias Ptilidiaceae e Mastigopforaceae. Pouco se sabe acerca de componentes químicos presentes nas plantas desse grupo, sendo dois deles: frullanolide e dihydrofrullanolide, identificados como componentes principais. Mais tarde, foi relatada a presença de sesquiterpenoide ledol, sesquiterpenoides do tipo aromadendreno e secoaromadendreno também foram identificados.

## Distribuição
Sua distribuição é nativa, não endêmica do Brasil. Possui ocorrência na Mata Atlântica e vegetação de floresta ombrófila mista, com distribuição geográfica no sul do país, nos estados de  Santa Catarina e Rio Grande do Sul . No Brasil, foi registrada apenas uma espécie pertencente à família Lepicoleaceae nomeada de Lepicolea ochroleuca (Spreng.) Spruce. Estado brasileiro onde foi registrada ocorrência da família Lepicoleaceae: Santa Catarina. 
As espécies L. ramenrifissa, L. rigida e L. ochroleuca ocorrem na América do Sul e Central, L. ochroleuca também pode ser encontrada no continente Africano. A espécie L. scolopendra já foi registrada na Austrália, Nova Zelândia, Tasmânia, Oceania e América do Sul. Na Ásia, foram encontrados registros de L. yakusimensis e L. loriana, que além da Ásia, ocorre na Oceania. Por fim, L. attenuata ocorre na Nova Zelândia e L. pruinosa nos Andes

## Diversidade taxonômica
Lepicoleaceae está dentro da ordem Jungermanniopsida, gênero Lepicolea Dumort. Plantas desse gênero apresentam hastes ramificadas, ramificação lateral, não dicotômica, ausência de ramos flageliformes ou caducos, sem paráfilas e crescimento anacrogineos. Ocorre principalmente em ambientes áridos, montanhosos e afloramentos rochosos,  sendo frequentemente observados em troncos de árvores. Há 11 espécies conhecidas pertencentes a ao gênero Lepicolea Dumort, são elas a Lepicolea attenuata, Lepicolea bidentula, Lepicolea magellanica, Lepicolea norrisii, Lepicolea ochroleuca, Lepicolea pruinosa, Lepicolea ramenifissa, Lepicolea rara, Lepicolea rigida, Lepicolea scolopendra e  Lepicolea yakushimensis

## Relações filogenéticas
As relações filogenéticas dessa família foram reconstruídas por meio da região do cloroplasto trnL-F, ITS2 nuclear e vinte e sete caracteres morfológicos. Desse modo, foi possível inferir que Lepicoleaceae é grupo irmão de Vetaformaceae. A filogenia molecular de hepática classificou as famílias Lepicoleaceae, Vetaformaceae, Mastigophoraceae e Herbertaceae como um grupo monofilético.